# Katharina Hagena

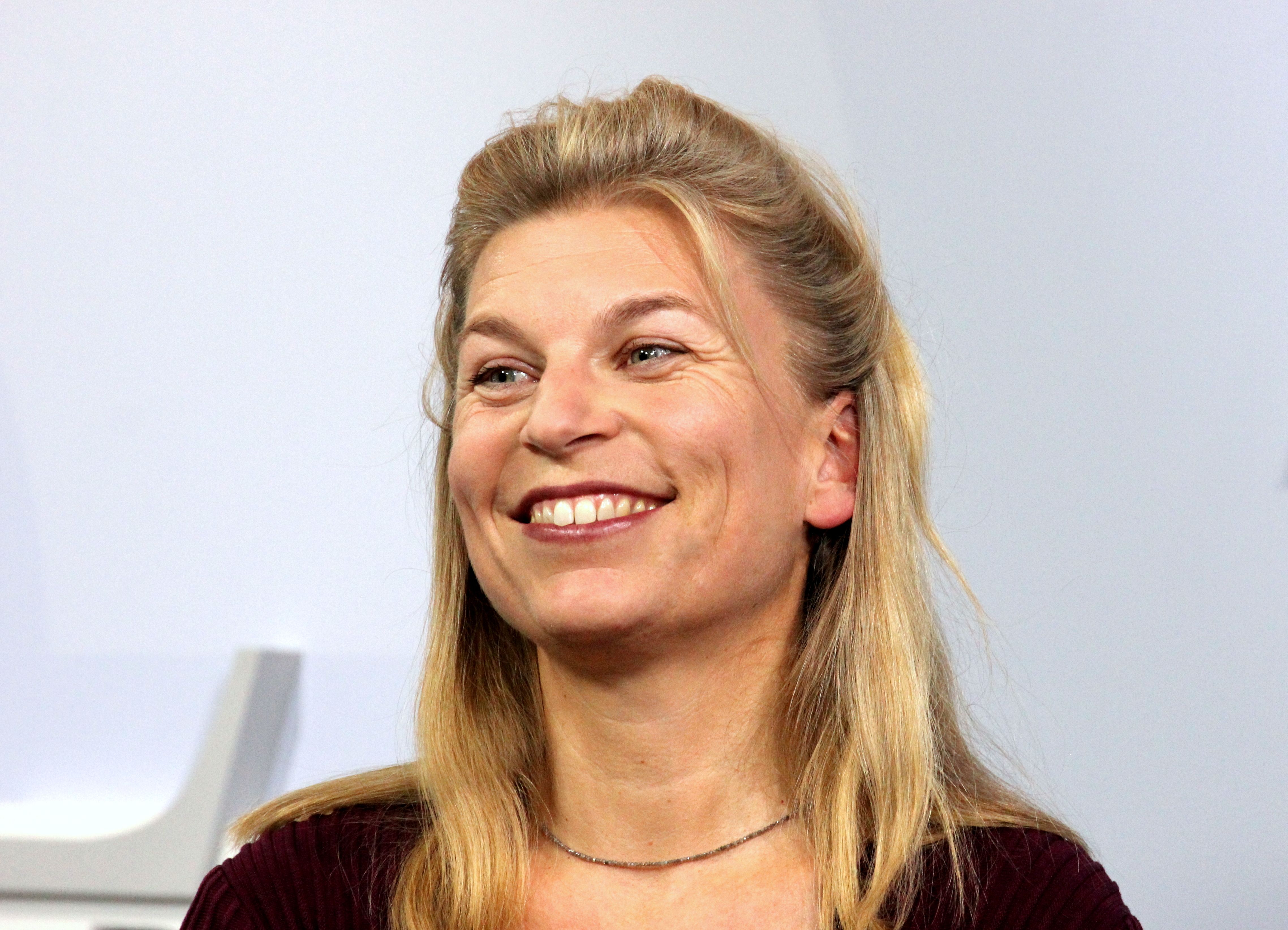
Katharina Hagena auf der Frankfurter Buchmesse 2016

Katharina Hagena (* 20. November 1967 in Karlsruhe) ist eine deutsche Schriftstellerin und Literaturwissenschaftlerin. Sie verbindet Familienerzählungen, Erinnern und Vergessen mit Naturbeobachtungen und versteht das Sprechen über Natur in Zeiten der Klimakrise als politisches Engagement. Häufig stehen Frauen im Zentrum ihrer Romane; politische Fragen verhandelt sie bevorzugt über individuelle Schicksale und wendet sich gegen die Schublade „Frauenliteratur“.

## Leben
Katharina Hagena studierte von 1986 bis 1992 Anglistik und Germanistik an den Universitäten Marburg, Freiburg und London. Nach einem sechsmonatigen Forschungsaufenthalt an der Zurich James Joyce Foundation wurde sie 1995 über James Joyce’ Ulysses promoviert. Im Anschluss arbeitete sie zunächst zwei Jahre als DAAD-Lektorin am Trinity College in Dublin und übernahm dann Lehraufträge an den Universitäten Hamburg und Lüneburg.
Seit der Veröffentlichung ihres ersten Romans arbeitet Hagena als freie Schriftstellerin und lebt mit ihrer Familie in Hamburg. Sie ist Mitglied im Naturschutzbund Deutschland (NABU) und plant ab Herbst eine Ausbildung zur Naturführerin; Motivation dafür ist ihre enge Verbundenheit mit der Elbe und der Landschaft rund um Hamburg. Zudem gehört sie dem Schriftstellerverband PEN Berlin an.
Ihre Bücher führten sie unter anderem zu Veranstaltungen und Lesungen in Frankreich, Norwegen, England, Holland, Finnland, Lettland, Zypern und die Schweiz, aber auch außerhalb Europas nach Kanada, Indien und 2016 mit der Kulturdelegation des Außenministers Frank-Walter Steinmeier nach Vietnam.
Seit 2015 ist Katharina Hagena als Schirmherrin der Hamburger Klinikclowns tätig.

## Werk
Hagena betont, ihre Literatur sei nicht aktivistisch, gleichwohl politisch: Sie befasst sich unter anderem mit der Stellung von Frauen, mit Gewalt gegen Menschen und Natur, Krieg und Generationskonflikten und setzt auf literarische Wirkungen jenseits tagespolitischer Plakativität. Inhaltlich und ästhetisch zielt sie auf die Vermittlung gesellschaftlicher Fragen über Einzelschicksale; plakative Agitation lehnt sie ab. Ihre Schreibpraxis ist von ausführlicher Recherche geprägt, an die sich die Entwicklung einer tragfähigen Struktur anschließt; sie arbeitet mit präzisen, frischen Bildern, überprüft ihre Texte durch lautes Lesen und schreibt fortlaufend an der zuletzt bearbeiteten Stelle weiter.
Im Jahr 2006 schrieb sie das Sachbuch Was die wilden Wellen sagen. Der Seeweg durch den Ulysses, das auf ihrer Doktorarbeit von 1996 basiert.
„Zweifellos beschäftigt Joyce mit seinem unergründlichen Werk eine internationale Anhängerschaft, deren Rituale durchaus auch für Nicht-Joyceaner einen Unterhaltungswert haben. Hagenas Begeisterung packt früher oder später den Leser, und mit ihrer Einladung, den Abenteuern des »Mannes mit dem schlechtesten Orientierungssinn der westlichen Hemisphäre« nachzuspüren, will sie uns nicht aus der Irre führen, sondern uns die Freude am Irren lehren, dem Sich-treiben-Lassen im Meer der Sprache, dem Lesen an sich, dem eben, was die wilden Wellen sagen.“
(Gabrielle Alioth, Die Zeit)
Ihr erster Roman, Der Geschmack von Apfelkernen, erschien 2008 und wurde auf Anhieb ein großer Erfolg: Er verkaufte sich weltweit über 1,5 Millionen Mal, wurde in 26 Sprachen übersetzt und 2013 für das Kino verfilmt. Es ist die Geschichte einer norddeutschen Familie, erzählt in Erinnerungsbruchstücken, wobei jede der Figuren wiederum mit dem eigenen Vergessen ringt.
„...zart und ohne Scheu, sinnlich und präzise. (...) Mit Der Geschmack von Apfelkernen ist ihr ein tolles Debüt gelungen.“
(Christoph Haas, Süddeutsche Zeitung)
Der nächste Roman, Vom Schlafen und Verschwinden, folgte 2012 und wurde ebenfalls in mehrere Sprachen übersetzt. Das Buch spielt innerhalb einer einzigen Nacht, in der die schlaflose, rastlose Erzählerin versucht, einem unter vielen Schichten verschütteten Geheimnis auf die Spur zu kommen.
„Über den Tod und den Schlaf ist Katharina Hagena ein sehr waches und sehr lebendiges Stück Literatur gelungen. Was auf den Schildern am Fluss steht, wie wir in diesem Roman lesen, könnte auch als Motto diesem Buch voranstehen: Achtung, Sogwirkung. Jede der Figuren wird von irgendetwas mitgerissen, fort über alle Berge oder in die Tiefe. Uns Lesern geht’s nicht anders.“
(Friedhelm Rathjen, Die Zeit)
2016 erschien der Roman Das Geräusch des Lichts. Das Buch handelt von fünf Menschen im Wartezimmer eines Nervenarztes. Eine der Wartenden denkt sich, auch um nicht über sich selbst nachdenken zu müssen, Geschichten zu den anderen aus, wobei aber ihre eigene Geschichte immer wieder durchschimmert. Es ist ein Roman über das Verlieren und das Suchen, über die große weiße Leere Kanadas, über den Trost von Moosen und den darin lebenden Bärtierchen, über den Planeten Tschu, der nur durch Kaugummiautomaten erreicht werden kann, über die Geräusche des Nordlichts und das Erzählen als letzte Rettung. Für die Recherchen zu diesem Buch beschäftigte sie sich über zwei Jahre hinweg ausführlich mit Moosen und deren Lebensräumen.
„In ihrem neuen Roman Das Geräusch des Lichts spürt Katharina Hagena dem Verhältnis von Dichtung und Wahrheit nach und auch dem von Ich und Welt. Alles hängt mit allem zusammen. (...) Die Ebenen sind, meist kunstvoll, miteinander verwoben. Hagenas Sprache ist besonders eindringlich und schön.“
(Katharina Stegelmann, SPIEGEL)
2025 folgte der Roman Flusslinien, der von drei Menschen erzählt: der hundertundzweijährigen Margrit Raven, ihrer zornigen Enkelin Luzie, die ihre Großmutter tätowiert, und ihrem Fahrer Arthur, der sie jeden Tag in den Römischen Garten in Hamburg-Blankenese bringt. Der Roman thematisiert die Selbstermächtigung von Frauen und Formen von Gewalt gegen Frauen sowie Fragen des Alterns und der Solidarität. Zu den politischen Bezügen zählt die in Hamburg diskutierte Elbvertiefung. Die Figur Arthur erfindet konstruierte Sprachen (Conlangs), von denen eine in einem anderen Land von Rechtsradikalen missbraucht wird. „Flusslinien ist kein historischer Roman, sondern ein ganz gegenwärtiger. Er erzählt von der Freundschaft zweier ungleicher Frauen. ... Die dritte Heldin von Flusslinien ist die Landschaft entlang der Elbe und des Römischen Gartens.“ (Oskar Piegsa, DIE ZEIT)

## Auszeichnungen
- 1994: Forschungsstipendium der Gottlieb-Daimler und Carl-Benz-Stiftung für die Zurich James Joyce Foundation
- 1995: Graduiertenförderung des Landes Baden-Württemberg
- 2011: Prix du livre des poches für Der Geschmack von Apfelkernen, frz. Le goût des pépins de pomme

## Projekte
Katharina Hagena arbeitet zusammen mit der Illustratorin Stefanie Clemen an einem 18-bändigen Daumenkino zu James Joyce' Ulysses.

## Publikationen
Romane
- Der Geschmack von Apfelkernen, Kiepenheuer & Witsch, 2008.
- Vom Schlafen und Verschwinden, Kiepenheuer & Witsch, 2012.
- Das Geräusch des Lichts. Kiepenheuer & Witsch, 2016.
- Flusslinien. Kiepenheuer & Witsch, 2025.[3]

Sachbücher
- Developing Waterways. Das Meer als sprachbildendes Element im Ulysses von James Joyce, hrsg. v. Willi Erzgräber und Paul Goetsch in der Reihe Neue Studien zur Anglistik und Amerikanistik, Bd. 70, Peter Lang, 1996.
- Was die wilden Wellen sagen. Der Seeweg durch den Ulysses, Marebuchverlag, 2006.
- Mein Spiekeroog. Mareverlag, 2020.

Kinderbücher
- Grausi schaut unter den Stein, mit Illustrationen von Stefanie Clemen, Bloomsbury Berlin, 2008.
- Albert Albatros albert, mit Illustrationen von Stefanie Clemen, Cecilie Dressler, 2010.

Übersetzungen
- Rechte an ihren Büchern wurden u. a. in die folgenden Länder verkauft: China, Kroatien, Frankreich, Finnland, Großbritannien, Italien, Griechenland, Korea, Ungarn, Israel, Lettland, Litauen, Estland, Polen, Vietnam, Norwegen, Portugal, Rumänien, Spanien, Serbien, Türkei, USA, Tschechische Republik und die Niederlande.

Hörbücher
- Der Geschmack von Apfelkernen, gelesen von Maren Eggert, Jumbo Neue Medien 2008
- Vom Schlafen und Verschwinden, gelesen von Meret Becker sowie Regina Lemnitzer und Tim Grobe, Jumbo Neue Medien 2012.
- Das Geräusch des Lichts, gelesen von Holger Dexne, David Hofner, Julia Meier, Angela Schmid, Jana Schulz, Jumbo Neue Medien 2016.
- Herzkraft. Über das Singen, gelesen von Katharina Hagena, Arche Literatur Verlag 2022

Aufsätze
- Von Dunkel zu Dunkel übersetzen: Wege und Umwege durch ein Gedicht von Paul Celan, in Schwellen: Germanistische Erkundungen einer Metapher, hrsg. v. Nicholas Saul, Daniel Steuer et al., Königshausen & Neumann, 1999.
- Der Turmbau zu Pharos, in Zettelkasten. Aufsätze und Arbeiten zum Werk Arno Schmidts. Jahrbuch der Tagung der Arno-Schmidt-Leser 1999, hrsg. v. Friedhelm Rathjen, Bangert & Metzler, 1999.
- Phantastische Räume in Pamela L. Travers’ Mary Poppins, in Inklings. Jahrbuch für Literatur und Ästhetik, Bd. 17, hrsg. v. Dieter Petzold, Brendow-Verlag, 1999.
- Stimme und Schrift in James Macpherson’s Poems of Ossian und deren Echo in James Joyce' Finnegans Wake, in Anglia. Zeitschrift für englische Philologie, 118/3, hrsg. v. Hans Sauer et al., Max Niemeyer Verlag, 2000.
- Towers of Babble and of Silence, in Joyce on the Threshold, hrsg. v. Anne Fogarty und Timothy Martin, UP Florida, 2005.
- Es atmen deine Seile Nordatlantik-Stille – Die Brooklyn Bridge in der Dichtung, in Mühlhäuser Beiträge, Bd. 30, 2007.
- Nachwort zu Jane Austen: Lady Susan und andere Erzählungen, Manesse, 2011.